# Callocardia
Genre
Synonymes
- Callocallista Weaver, 1916

Callocardia est un genre de mollusques bivalves marins de la famille des Veneridae.

## Liste des espèces
Selon World Register of Marine Species (28 octobre 2019):
- Callocardia guttata A. Adams, 1864
- Callocardia nitidula (Lamarck, 1805) †

Selon BioLib (28 octobre 2019):
- Callocardia guttata A. Adams, 1864
- Callocardia thorae E. H. Vokes, 1985

## Noms en synonymie
Il existe de nombreux synonymes, incluant:
- Callocardia elegans (Conrad, 1843), un synonyme de Dosinia concentrica (Born, 1778)